# 魏州
魏州（ぎしゅう）は、中国にかつて存在した州。南北朝時代から宋代にかけて、現在の河北省邯鄲市や河南省濮陽市および山東省聊城市にまたがる地域に設置された。

## 魏晋南北朝時代
582年（大象2年）、北周により相州から昌楽郡が分離され、魏州が設置された。

## 隋代
隋初には、魏州は2郡6県を管轄した。605年（大業元年）に屯州が廃止され、その管轄県を統合している。607年（大業3年）、郡制施行に伴い、魏州は武陽郡と改称され、下部に14県を管轄した。隋代の行政区分に関しては下表を参照。
| 隋代の行政区画変遷 | 隋代の行政区画変遷   | 隋代の行政区画変遷   | 隋代の行政区画変遷 | 隋代の行政区画変遷 | 隋代の行政区画変遷 | 隋代の行政区画変遷                                                                            |
| 区分               | 開皇元年             | 開皇元年             | 開皇元年           | 開皇元年           | 区分               | 大業3年                                                                                       |
| ------------------ | -------------------- | -------------------- | ------------------ | ------------------ | ------------------ | --------------------------------------------------------------------------------------------- |
| 州                 | 魏州                 | 魏州                 | 屯州               | 済州               | 郡                 | 武陽郡                                                                                        |
| 郡                 | 昌楽郡               | 武陽郡               | 陽平郡             | 平原郡             | 県                 | 繁水県 貴郷県 元城県 魏県 観城県 頓丘県 莘県 武陽県 館陶県 聊城県 武水県 臨黄県 冠氏県 堂邑県 |
| 県                 | 昌楽県 貴郷県 衛国県 | 楽平県 莘亭県 武陽県 | 館陶県             | 聊城県             | 県                 | 繁水県 貴郷県 元城県 魏県 観城県 頓丘県 莘県 武陽県 館陶県 聊城県 武水県 臨黄県 冠氏県 堂邑県 |

## 唐代以降
621年（武徳4年）、唐が竇建徳を平定すると、武陽郡は魏州と改められた。662年（龍朔2年）、魏州は冀州と改称された。672年（咸亨3年）、冀州は魏州の称にもどされた。742年（天宝元年）、魏州は魏郡と改称された。758年（乾元元年）、魏郡は魏州の称にもどされた。魏州は河北道に属し、昌楽・貴郷・元城・魏・莘・朝城・館陶・臨黄・冠氏の9県を管轄した。
923年（同光元年）、後唐の荘宗李存勗が魏州で即位して、魏州を東京興唐府と改めた。925年（同光3年）、東京を鄴都と改めた。929年（天成4年）、鄴都は魏州の旧称にもどされた。
1042年（慶暦2年）、北宋により魏州は北京大名府と改められた。